# カシオペアステークス
カシオペアステークスは日本中央競馬会(JRA)が京都競馬場の芝1800mで施行されるリステッド競走である。レース名は北の夜空に見えるカシオペア座に由来している。

## 概要
1987年に京都競馬場芝2000mでサラ系4歳(現3歳)のオープン特別として第1回が施行された。初年度は芝2000mで施行されたが1991年に芝1800mに施行距離を変更された。その後の施行距離は芝2000mもしくは芝1800mに度々変更されていたが、1999年に現行の芝1800mで定着されている。2019年にリステッド競走に指定された。
賞金は1着2800万円、2着1100万円、3着700万円、4着420万円、5着280万円となっている。

## 歴史
- 1987年 - 京都競馬場芝2000mの4歳(現3歳)以上のオープン特別として創設。
- 1991年 - 施行距離を芝1800mに変更。
- 1994年 - 京都競馬場の馬場改修工事に伴い阪神競馬場芝2000mで代替開催[5][6]。
- 1996年 - 施行距離を再び芝2000mに変更。
- 1999年 - 施行距離を現行の芝1800mに再び変更。
- 2000年 - 特別指定交流競走に指定。
- 2019年 - リステッド競走に指定。
- 2021年 - 京都競馬場の全面改修工事に伴い阪神競馬場芝1800mで代替開催[7][8]（2022年も同様）。
- 2025年 - この年から施行日が2007年以来となる土曜日になると共に菊花賞の前日に施行予定。

## 歴代優勝馬
コース種別の記載がない距離は、芝コースを表す。
優勝馬の馬齢は、2000年以前も現行表記に揃えている。
| 施行日         | 競馬場 | 距離  | 条件       | 優勝馬             | 年齢 | タイム | 優勝騎手     | 管理調教師 |
| -------------- | ------ | ----- | ---------- | ------------------ | ---- | ------ | ------------ | ---------- |
| 1987年10月24日 | 京都   | 2000m | オープン   | ハシケンエルド     | 牡4  | 2:05.7 | 飯田明弘     | 中尾正     |
| 1988年10月22日 | 京都   | 2000m | オープン   | シヨノリーガル     | 牝5  | 2:02.3 | 武豊         | 庄野穂積   |
| 1989年10月21日 | 京都   | 2000m | オープン   | ダイナカーペンター | 牡5  | 2:01.8 | 丸山勝秀     | 増本豊     |
| 1990年10月20日 | 京都   | 2000m | オープン   | ショウリテンユウ   | 牡6  | 2:00.6 | 西浦勝一     | 山内研二   |
| 1991年10月19日 | 京都   | 1800m | オープン   | メインキャスター   | 牝5  | 1:48.5 | 南井克巳     | 宇田明彦   |
| 1992年10月24日 | 京都   | 1800m | オープン   | ビクトリーホーラー | 牡4  | 1:46.4 | 武豊         | 荻野光男   |
| 1993年10月23日 | 京都   | 1800m | オープン   | ニシノブルース     | 牡5  | 1:46.8 | 上籠勝仁     | 星川薫     |
| 1994年10月22日 | 阪神   | 2000m | オープン   | テイエムハリケーン | 牡4  | 2:02.0 | 角田晃一     | 布施正     |
| 1995年10月21日 | 京都   | 1800m | オープン   | スギノブルボン     | 牡4  | 1:45.7 | 松永昌博     | 松永善晴   |
| 1996年10月19日 | 京都   | 2000m | オープン   | メジロスズマル     | 騸5  | 1:59.5 | 福永祐一     | 大久保正陽 |
| 1997年10月18日 | 京都   | 2000m | オープン   | ユウトウセイ       | 牡7  | 2:00.7 | 四位洋文     | 田中章博   |
| 1998年10月24日 | 京都   | 2000m | オープン   | エモシオン         | 牡3  | 2:02.9 | 松永幹夫     | 小林稔     |
| 1999年11月6日  | 京都   | 1800m | オープン   | エイシンルバーン   | 牡3  | 1:46.0 | 熊沢重文     | 坂口正則   |
| 2000年11月4日  | 京都   | 1800m | オープン   | センターフレッシュ | 牡5  | 1:45.5 | 幸英明       | 二分久男   |
| 2001年11月3日  | 京都   | 1800m | オープン   | エイシンスペンサー | 牡3  | 1:48.1 | 熊沢重文     | 坂口正則   |
| 2002年11月2日  | 京都   | 1800m | オープン   | ビッグゴールド     | 牡4  | 1:46.8 | 福永祐一     | 中尾正     |
| 2003年11月8日  | 京都   | 1800m | オープン   | プリサイスマシーン | 牡4  | 1:48.3 | 安藤勝己     | 萩原清     |
| 2004年11月6日  | 京都   | 1800m | オープン   | エリモマキシム     | 騸5  | 1:47.5 | 四位洋文     | 坂口正則   |
| 2005年11月5日  | 京都   | 1800m | オープン   | アサカディフィート | 騸7  | 1:46.1 | 秋山真一郎   | 鶴留明雄   |
| 2006年11月4日  | 京都   | 1800m | オープン   | スーパーホーネット | 牡3  | 1:46.8 | 安部幸夫     | 矢作芳人   |
| 2007年11月3日  | 京都   | 1800m | オープン   | サクラメガワンダー | 牡4  | 1:45.3 | O.ペリエ     | 友道康夫   |
| 2008年11月2日  | 京都   | 1800m | オープン   | バトルバニヤン     | 牡4  | 1:47.4 | 幸英明       | 池江泰郎   |
| 2009年11月1日  | 京都   | 1800m | オープン   | レッツゴーキリシマ | 牡4  | 1:50.1 | 幸英明       | 天間昭一   |
| 2010年10月31日 | 京都   | 1800m | オープン   | トゥザグローリー   | 牡3  | 1:48.8 | 池添謙一     | 池江泰郎   |
| 2011年10月30日 | 京都   | 1800m | オープン   | ダイワファルコン   | 牡4  | 1:46.2 | 北村宏司     | 上原博之   |
| 2012年10月28日 | 京都   | 1800m | オープン   | リルダヴァル       | 牡5  | 1:46.4 | 池添謙一     | 池江泰寿   |
| 2013年10月27日 | 京都   | 1800m | オープン   | ミヤジタイガ       | 牡3  | 1:46.4 | 松山弘平     | 岩元市三   |
| 2014年11月2日  | 京都   | 1800m | オープン   | ウインフルブルーム | 牡3  | 1:47.4 | 池添謙一     | 宮本博     |
| 2015年11月1日  | 京都   | 1800m | オープン   | トーセンスターダム | 牡4  | 1:45.7 | A.シュタルケ | 池江泰寿   |
| 2016年10月30日 | 京都   | 1800m | オープン   | ヒルノマテーラ     | 牝5  | 1:46.1 | 四位洋文     | 昆貢       |
| 2017年10月29日 | 京都   | 1800m | オープン   | アメリカズカップ   | 牡3  | 1:53.4 | 松山弘平     | 音無秀孝   |
| 2018年10月28日 | 京都   | 1800m | オープン   | エアウィンザー     | 牡4  | 1:47.5 | 浜中俊       | 中竹和也   |
| 2019年10月27日 | 京都   | 1800m | リステッド | テリトーリアル     | 牡5  | 1:47.5 | 藤岡康太     | 西浦勝一   |
| 2020年11月1日  | 京都   | 1800m | リステッド | ランブリングアレー | 牝4  | 1:46.1 | 吉田隼人     | 友道康夫   |
| 2021年10月31日 | 阪神   | 1800m | リステッド | ファルコニア       | 牡4  | 1:47.2 | 岩田望来     | 高野友和   |
| 2022年10月30日 | 阪神   | 1800m | リステッド | アドマイヤビルゴ   | 牡5  | 1:46.1 | 武豊         | 友道康夫   |
| 2023年10月29日 | 京都   | 1800m | リステッド | アルナシーム       | 牡4  | 1:44.7 | 鮫島克駿     | 橋口慎介   |
| 2024年10月27日 | 京都   | 1800m | リステッド | アルジーヌ         | 牝4  | 1:44.8 | 西村淳也     | 中内田充正 |

## 各競走結果の出典
- netkeiba.com
  - 1987年、1988年、1989年、1991年、1992年、1993年、1994年、1995年、1996年、1997年、1998年、1999年、2000年、2001年、2002年、2003年、2004年、2005年、2006年、2007年、2008年、2009年、2010年、2011年、2012年、2013年、2014年、2015年、2016年、2017年、2018年、2019年、2020年、2021年、2022年、2023年、2024年